# SM i vattenrutschbana
Svenska Mästerskapen i vattenrutschbana anordnas årligen sedan 2016 av äventyrsbadet Kokpunkten i Västerås beläget i det gamla ångkraftverket.

## Historia
Västerås ångkraftverk togs i drift 1917. Det avvecklades 1992. Peab tog över det då byggnadsminnesförklarade ångkraftverket 1999. En del av ångkraftverket, (den tidigare mellanbyggnaden), tömdes och byggdes om till äventyrsbad. Det invigdes i augusti 2014. Ångkraftverkets höga pannhus byggdes därefter om till Steam Hotel, vilket invigdes i augusti 2017.

## Äventyrsbad
Kokpunkten är en smal, djup och åtta våningar hög byggnad byggd inne i det gamla kraftverket, med barnbad/lekland, simbassänger, åkbanor, en relaxavdelning, cafeteria och lokaler för bokade grupper.
Delar av väggarna belyses med färger, streck eller bilder som palmer, sandstränder, vattenfall eller fiskar och i en sorts biograf kallad aquacinema simmar man som i ett akvarium. 

## SM i vattenrutschbana
Vem som helst kan kvala till SM i vattenrutschbana som består av kval i olika delar av Sverige och en final i parallellbanan på Kokpunkten. I sporten tävlar man antingen i juniorklass (7–16 år) eller elitklass (+17 år).
För andra året anordnades den 14 oktober 2017 SM i samarbete med badanläggningarna Fyrishov, Gustavsvik och AquaNova. 2018 anordnades SM i samarbete med Skara sommarland, Äventyrsbadet i Kalmar och Fyrishov.

## Vinnare
Inga tävlingar genomfördes år 2020 på grund av Coronaviruspandemin 2019–2021.
|             | 1996           | 2016            | 2017           | 2018           | 2019     | 2020         |
| ----------- | -------------- | --------------- | -------------- | -------------- | -------- | ------------ |
| Juniorklass | Maja Ernebrink | Timothy Neuhaus | Lucas Ekfäldt  | Pontus Larsson | Inställt |              |
| Elitklass   | Carl Medin     | Mathias Klöver  | Daniel Mattila | Emil Ekfäldt   | Inställt | Emil Ekfäldt |